# Gustave Charpentier
Pour les articles homonymes, voir Charpentier (homonymie).
Gustave Charpentier est un compositeur français, né à Dieuze (alors dans le département de la Meurthe) le 25 juin 1860 et mort à Paris le 18 février 1956.

## Biographie
Sa famille quitte sa région natale après le Traité de Francfort et s'installe à Tourcoing, où il suit des cours de violon et d'harmonie à l'école des Beaux-Arts. Au vu de ses excellents résultats et consciente du talent de son élève, la ville de Tourcoing lui offre une bourse pour qu'il puisse continuer ses études au conservatoire de Paris.
Charpentier est élève d'Émile Pessard et de Jules Massenet au Conservatoire de Paris et remporte le prix de Rome en 1887. Sa composition Napoli, symphonie sentimentale et pittoresque et son œuvre vocale et instrumentale La Vie du poète, symphonie-drame sont volontairement excentriques. En 1897, il crée Le Couronnement de la muse, un spectacle ayant pour décor Montmartre. Sa carrière est principalement liée au succès de son chef-d'œuvre, Louise, même si, en 1913, un deuxième opéra avait vu le jour : Julien. Ce dernier n'eut pas de succès et il fut retiré des salles de l'Opéra-Comique après seulement vingt représentations.   
Très préoccupé par les questions sociales, il est le fondateur du Conservatoire populaire Mimi Pinson, destiné à l'éducation artistique des jeunes ouvrières et, avec Alfred Bruneau, de la Fédération des artistes musiciens affiliée à la CGT (1902), un prolongement de la Chambre syndicale des artistes musiciens de Paris, fondée en 1901.
Après avoir travaillé à l'adaptation (orchestration et coupures) de ses œuvres les plus célèbres pour la radio, en 1938-1939, Gustave Charpentier collabore à une version cinématographique de son opéra Louise mise en scène par Abel Gance.
Il vécut une cinquantaine d'années 66, boulevard Rochechouart (18e arrondissement de Paris).
Gustave Charpentier meurt à Paris le 18 février 1956 au 9 rue de Turin à Paris 8e, cinq ans après avoir dirigé pour la dernière fois Le Couronnement de la Muse (1 250 exécutants) devant le marché Saint-Pierre à l'occasion du bimillénaire de Paris et Montmartre. Gustave Charpentier partage sa tombe, au cimetière du Père-Lachaise (10e division), avec Camille Willay (1877-1957).

## Distinctions
- Grand officier de la Légion d'honneur (décret du 25 février 1950)[4]
- Commandeur de l'ordre de la Couronne (Roumanie)

## Hommage
La rue Gustave Charpentier lui rend hommage à Paris17e, à la limite communale de Neuilly-sur-Seine, depuis 1978.

## Principales œuvres

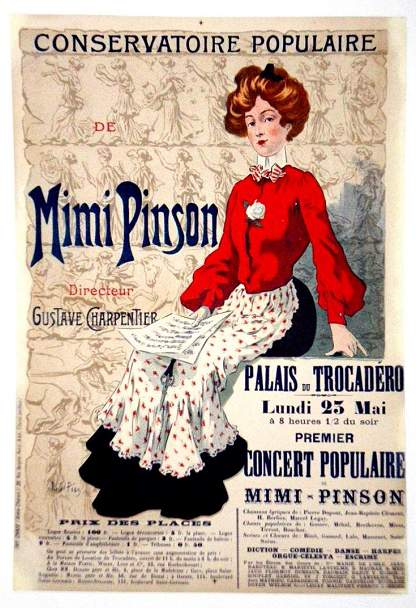
Affiche lithographiée, concert du 25 mai 1903.

### Œuvres orchestrales
- Impressions d'Italie, suite symphonique (1889)
- Munich, poème symphonique (1910-1911)

#### Œuvres lyriques
- Didon, scène lyrique (1887)
- La Vie du poète, drame symphonique pour voix solistes, chœur et orchestre (1888)
- La Chanson du chemin pour soprano, ténor, voix de femmes et piano (1893)
- Impressions fausses pour baryton, voix d'hommes et orchestre (1894)
- Les Fleurs du mal pour voix et piano (1895)
- Sérénade à Watteau voix solistes, chœur et orchestre (1896)
- Le Couronnement de la muse voix solistes, chœur et orchestre (1897)
- Le Chant d'apothéose voix solistes, chœur et orchestre (1902)
- La Vie féerique, musique de film pour voix et orchestre (après 1913)
- Poèmes chantés (1895; 1900), mélodies sur des textes de Verlaine, Baudelaire, Blémont, Méry et al.

### Opéras
- Louise (1900)
- Julien ou La vie du poète (1913)

### Projets inachevés
- L'Amour au faubourg (1910-1913 ; ensuite appelé Duthoit, épopée populaire en trois soirées)
- Orphée (non représenté, opéra inachevé - deux actes)
- Eros (non représenté, inachevé)
- Julie (non représenté, inachevé)

## Correspondance
- Gustave Charpentier, Lettres inédites à ses parents : la vie quotidienne d'un élève de Conservatoire (1879-1887), Françoise Andrieux éd., Paris, Presses universitaires de France, 1984.
- Alfred Bruneau et Gustave Charpentier : une amitié indestructible et tendre : correspondances inédites (sous la direction de Sylvie Douche et Jean-Christophe Branger), Paris : Université de Paris-Sorbonne, coll. « Observatoire musical français », série « Correspondances, entretiens, souvenirs » no 2, 2004, 120 p., 21 cm.  (ISBN 2-84591-107-6). Ouvrage résultant des travaux d'un séminaire. En appendice : « Les cours de Mimi Pinson seront mon unique récréation » de Michela Niccolai.